# Joren van Pottelberghe
Joren van Pottelberghe (* 5. Juni 1997 in Zug) ist ein Schweizer Eishockeytorhüter belgischer Abstammung, der seit 2024 beim HC Lugano aus der National League unter Vertrag steht.

## Leben
Van Pottelberghe ist der Sohn belgischer Eltern, die sich in der Schweiz kennenlernten.

## Karriere

### Vereine
Er wurde beim EV Zug ausgebildet, ehe er 2013 für drei Jahre nach Schweden ging, wo er in der Nachwuchsabteilung des Linköping HC spielte. 2015 wurde er beim Draft der National Hockey League (NHL) in der vierten Runde des Auswahlverfahrens an insgesamt 110. Stelle von den Detroit Red Wings genommen.
Im Januar 2016 unterzeichnete er einen Dreijahresvertrag beim HC Davos (HCD), der ab der Saison 2016/17 Gültigkeit erhielt. Der HCD verpflichtete nicht einen erfahrenen Torhüter, sondern ging mit einem sehr jungen Duo in die Saison, zu dem neben dem damals 19-jährigen van Pottelberghe der rund ein Jahr ältere Gilles Senn zählte, der in Davos zuvor die Nummer zwei auf der Torhüterposition war. Zu Einsätzen van Pottelberghes in der National League A (NLA) kamen Partien in der Champions Hockey League. In der Saison 2018/19 war van Pottelberghe nach Davos’ Verpflichtung Anders Lindbäcks nur noch dritter Torhüter und wurde Anfang Oktober 2018 für vier Spiele an den dänischen Erstligisten Rungsted Seier Capital ausgeliehen, ehe er absprachegemäss nach Davos zurückkehrte. Ende November 2018 wechselte er auf Leihbasis zum EHC Kloten in die Swiss League. Nach dem Ende der Saison 2018/19 ging er zum HC Davos zurück.
Zur Saison 2020/21 wechselte er zum EHC Biel, kam dort aber ab 2022/23 nur noch als Ersatztorwart zum Einsatz. Daher entschied er sich im November 2023, einen Dreijahresvertrag beim HC Lugano zu unterzeichnen.

### Nationalmannschaft
Van Pottelberghe nahm mit der Schweizer U18-Nationalmannschaft 2015 an der Weltmeisterschaft teil und war während des Turniers Stammtorhüter. Gleiches galt für die U20-WM im selben Jahr.
2023 wurde er erstmals für eine A-Weltmeisterschaft nominiert, absolvierte ein Spiel und belegte mit der «Nati» den fünften Platz.

## Karrierestatistik
(Legende zur Torhüterstatistik: GP oder Sp = Spiele insgesamt; W oder S = Siege; L oder N = Niederlagen; T oder U oder OT = Unentschieden oder Overtime- bzw. Shootout-Niederlage; Min. = Minuten; SOG oder SaT = Schüsse aufs Tor; GA oder GT = Gegentore; SO = Shutouts; GAA oder GTS = Gegentorschnitt; Sv% oder SVS% = Fangquote; EN = Empty Net Goal; 1 Play-downs/Relegation; Kursiv: Statistik nicht vollständig)